# Лаура Бриоли
Лаура Бриоли (на италиански: Laura Brioli) е италианска оперна певица (мецосопрано). Получава музикалната си подготовка в частно музикално училище. Завършва филология в Университета в Урбино. Дебюта си осъществява през 2000 година на Маджо Музикале Фиорентино във Флоренция под диригентството на маестро Зубин Мета.

## Репертоар
Репертоарът ѝ се състои от роли като Адалджиза от „Норма“ на Винченцо Белини, Анна от „Възкресение“ на Франко Алфано, принцеса Еболи от „Дон Карлос“ на Верди. Пяла е и в „Стабат матер“ на Джоакино Росини, „Набуко“ от Верди, „Селска чест“ от Маскани, „Турчинът в Италия“ от Росини, „Трубадур“ на Верди и др.

## Гостувания в България
- През 2002 година на сцената на Софийската опера в едноименната роля на Кармен от Бизе.
- През юни 2005 година в Софийската опера участва в „Дон Карлос“ от Верди.
- На 13 септември 2004 година в зала 1 на НДК пее в Реквиемът на Верди.
- На 31 май 2005 година пее в „Аида“ от Верди в ролята на Амнерис в зала 1 на НДК.